# 李宗賢 (演員)
李宗賢（： Lee Jong-Hyun，1998年8月1日—），是韓國男演員，從大韓民國陸軍教官退役。

## 經歷
小學時曾嚮往成為足球選手，但國中後未有明確的目標。直到某天對演戲產生興趣，並恰巧收到了 Goldmedalist 的私訊。在等待入伍期間與經紀公司會面後決定簽約，退伍後正式以演員志願生的身份開始準備出道。2025年，透過電視劇《流氓讀書會》正式出道。

## 影視作品

### 劇集
| 年份 | 播出平台 | 劇名               | 角色   | 備註 |
| ---- | -------- | ------------------ | ------ | ---- |
| 2023 | TVING    | 《放學後戰爭活動》 | 朴海俊 | 配角 |
| 2025 | TVING    | 《流氓讀書會》     | 金世賢 | 主演 |

### MV
| 年份 | 演唱者 | 歌名                                     | 備註  |
| ---- | ------ | ---------------------------------------- | ----- |
| 2025 | 宋歌人 | 《아사달(Asadal)（页面存档备份，存于）》 | [ 5 ] |

## 外部連結
- 官方网站
- 李宗賢的Instagram帳戶
- 李宗賢在NAVER上的资料
- 李宗賢在Daum上的资料
- 李宗賢在互联网电影资料库（IMDb）上的資料（英文）
- 李宗賢在HanCinema的頁面（英文）